# Kościół Miłosierdzia Bożego w Łochowie
Kościół Miłosierdzia Bożego w Łochowie – rzymskokatolicki kościół filialny należący do parafii Niepokalanego Serca Najświętszej Maryi Panny w Łochowie i dekanatu Łochów diecezji drohiczyńskiej. Kościół mieści się  przy kompleksie pałacowo – parkowym.

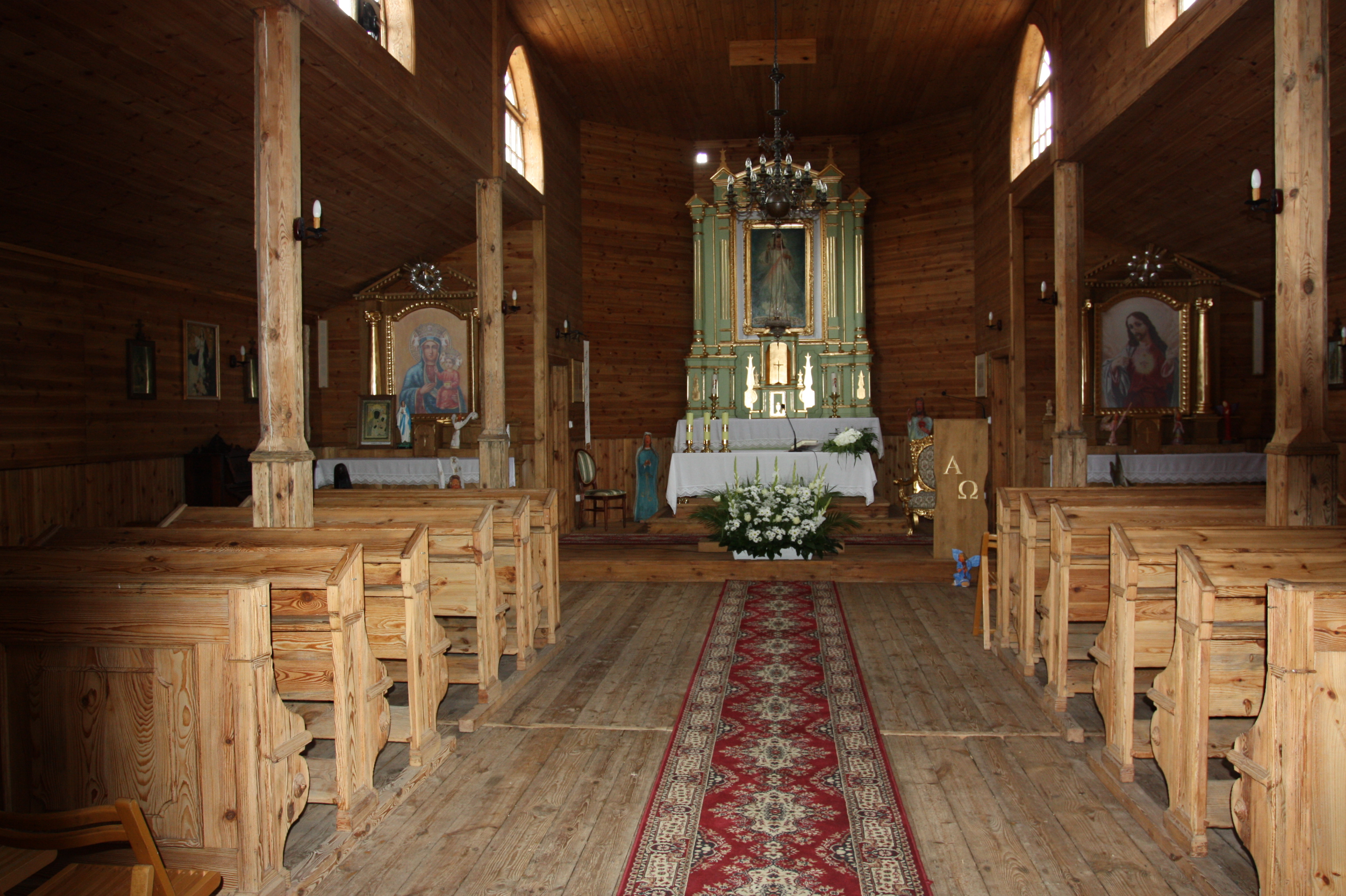
Wnętrze

Świątynia została wzniesiona w 1932 roku we wsi Wólka Dobryńska, w gminie Zalesie, w powiecie bialskim. Pierwotnie nosiła wezwanie św. Stanisława Kostki. Kościół został wybudowany dzięki staraniom księdza Franciszka Michalika. Zaprojektował go architekt p. Mazur. Budowniczymi świątyni byli cieśle Józef Kozerski, Antoni Lewczuk, Wiktor i Antoni Arseniukowie, Julian Romaniuk. W 2009 roku budowla została przeniesiona przez firmę Arche SA w obecne miejsce. Dzięki wsparciu prezesa tej spółki, Władysława Grochowskiego kościół został odrestaurowany. W dniu 13 maja 2010, w niedzielę Wniebowstąpienia Pańskiego, ówczesny biskup drohiczyński Antoni Dydycz konsekrował świątynię, nadając jej wezwanie Miłosierdzia Bożego. W czasie tej uroczystości, w kościele została umieszczona tablica upamiętniająca fundatora.